# Manel d'Orleans
Manel d'Orleans, duc de Vendôme (Vil·la Azwang 1872 - Canes 1931). Príncep de sang de França de la casa dels Orleans amb l'inherent tractament d'altesa reial. Portà el títol de duc de Vendôme.
Nascut a Vil·la Azwang a Obermais el dia 18 de gener de 1872 essent filla del príncep Ferran d'Orleans i de la duquessa Sofia de Baviera. Net del príncep Lluís d'Orleans i de la princesa Victòria de Saxònia-Coburg Gotha per via paterna, mentre que per via materna ho era del duc Maximilià de Baviera i de la princesa Lluïsa de Baviera.
Es casà el dia 12 de febrer de 1896 a Brussel·les amb la princesa Enriqueta de Bèlgica, filla del príncep Felip de Bèlgica i de la princesa Maria de Hohenzollern-Sigmaringen. La parella tingué quatre fills:
- SAR la princesa Maria Lluïsa d'Orleans, nada a Neuilly-sur-Seine el 1896 i morta a Nova York el 1973. Es casà en primeres núpcies amb el príncep Felip de Borbó-Dues Sicílies i en segones núpcies amb Walter Kingsland.

- SAR la princesa Sofia d'Orleans, nada a Neuilly-sur-Seine el 1898 i morta al Castell de Touron el 1928.

- SAR la princesa Genevieve d'Orleans, nada el 1901 a Neuilly-sur-Seine i morta el 1983 a Rio de Janeiro. Es casà amb l'aristòcrata marquès Antoni de Chaponay.

- SAR el príncep Carles Felip d'Orleans, nat a Neuilly-sur-Seine el 1905 i mort a Neuilly-sur-Seine el 1970. Es casà el 1928 amb l'estatunidenca Margarida Watson a París.

Manuel morí a Canes l'1 de febrer a l'edat de 58 anys. La seva muller morí disset anys després.